# Cantone di Saint-Maixent-l'École
Il Cantone di Saint-Maixent-l'École è una divisione amministrativa dell'arrondissement di Niort.
È stato costituito a seguito della riforma approvata con decreto del 18 febbraio 2014, che ha avuto attuazione dopo le elezioni dipartimentali del 2015.

## Composizione
Comprende i 13 comuni di:
- Augé
- Azay-le-Brûlé
- La Crèche
- Exireuil
- François
- Nanteuil
- Romans
- Saint-Maixent-l'École
- Saint-Martin-de-Saint-Maixent
- Sainte-Eanne
- Sainte-Néomaye
- Saivres
- Souvigné